# Condado de Guthrie
El condado de Guthrie (en inglés: Guthrie County, Iowa), fundado en 1851, es uno de los 99 condados del estado estadounidense de Iowa. En el año 2000 tenía una población de 11 353 habitantes con una densidad poblacional de 7 personas por km². La sede del condado es Guthrie Center.

## Historia
El Condado de Guthrie, fue formado el 15 de enero de 1851. Debe su nombre al capitán Edwin B. Guthrie, quien había muerto en la guerra mexicano-americana.

## Geografía
Según la Oficina del Censo, el condado tiene un área total de 1536 km² (593,1 mi²), de la cual 1530 km² (590,7 mi²) es tierra y 6 km² (2,3 mi²) es agua.

### Condados adyacentes
- Condado de Greene norte
- Condado de Dallas este
- Condado de Adair sur
- Condado de Audubon oeste
- Condado de Carroll noroeste

## Demografía
En el 2000 la renta per cápita promedia del condado era de $36 495, y el ingreso promedio para una familia era de $43 601. El ingreso per cápita para el condado era de $19 726. En 2000 los hombres tenían un ingreso per cápita de $31 018 contra $22 077 para las mujeres. Alrededor del 8.00% de la población estaba bajo el umbral de pobreza nacional.
| 1900   | 1910   | 1920   | 1930   | 1940   | 1950   | 1960   | 1970   | 1980   | 1990   | 2000   |
| ------ | ------ | ------ | ------ | ------ | ------ | ------ | ------ | ------ | ------ | ------ |
| 18 729 | 17 374 | 17 596 | 17 324 | 17 210 | 15 197 | 13 607 | 12 243 | 11 983 | 10 935 | 11 353 |

## Lugares

### Ciudades
- Adair
- Bagley
- Bayard
- Casey
- Coon Rapids
- Guthrie Center
- Jamaica
- Menlo
- Panora
- Stuart
- Yale

### Principales carreteras
- Carretera de Iowa 4
- Carretera de Iowa 25
- Carretera de Iowa 44
- Carretera de Iowa 141